# Erich Kämpfert
Erich Kämpfert (* 31. Dezember 1899 in Braunlage; † 17. Juni 1968 ebenda) war ein deutscher Politiker (NSDAP). Er war 1933 Mitglied der 6. Wahlperiode des Braunschweigischen Landtages und von 1939 bis 1945 Landrat des Kreises Blankenburg (Harz).

## Leben
Kämpfert trat zum 1. Februar 1929 der NSDAP bei (Mitgliedsnummer 112.178). Am 26. Juli 1939 wurde er zum Landrat des braunschweigischen Landkreises Blankenburg ernannt, nachdem er in dieser Stadt bereits seit 1935 Bürgermeister und außerdem seit 1931 Kreisleiter der NSDAP war, der er seit 1929 angehörte. Gleichzeitig war er seit 1929 SA-Mitglied. Nach dem Zweiten Weltkrieg gründete Kämpfert ein Reiseunternehmen.